# Nespoutaný Django
Nespoutaný Django (v anglickém originále Django Unchained) je americký western režiséra Quentina Tarantina z roku 2012. Film se odehrává v jižních státech USA a zaměřuje se na Djanga, osvobozeného otroka, který cestuje napříč Spojenými státy v doprovodu doktora Kinga Schultze, nájemného lovce lidí. V hlavních rolích hrají Jamie Foxx, Christoph Waltz, Leonardo DiCaprio, Kerry Washingtonová a Samuel L. Jackson.

## Děj
V roce 1858 si na Divokém západě bývalý zubař a nyní lovec odměn King Schultz (Christoph Waltz) najímá otroka Djanga (Jamie Foxx), aby mu pomohl najít lidi, které chce najít a zabít. Když je tento úkol úspěšně dokončen, touží Django po nalezení své manželky Broomhildy (Kerry Washington). Ta byla stejně jako on prodána do otroctví, ale každý z manželů byl poslán jinam.
Posléze Schultz Djangovi nabizí, aby se stal jeho společníkem a současně mu chce poskytnout pomoc s hledáním Broomhildy. Společně se tedy vydávají na putování, které je nakonec oba zavede na plantáž zvanou "Candieland", jejíž majitel Calvin Candie (Leonardo DiCaprio) je sadistický tyran. Django se dozvídá, že jeho manželka je v zajetí právě zde. A tak společně se Schultzem vymyslí plán, jak osvobodit Broomhildu a pomstít se Candiemu.

## Obsazení
| Jamie Foxx         | Django                    |
| Christoph Waltz    | Dr. King Schultz          |
| Leonardo DiCaprio  | Calvin Candie             |
| Kerry Washington   | Broomhilda von Shaft      |
| Samuel L. Jackson  | Stephen                   |
| Walton Goggins     | Billy Crash               |
| Dennis Christopher | Leonide Moguy             |
| James Remar        | Butch Pooch               |
| David Steen        | Stonesipher               |
| Dana Gourrier      | Cora                      |
| Nichole Galicia    | Sheba                     |
| Laura Cayouette    | Lara Lee Candie-Fitzwilly |
| Ato Essandoh       | D'Artagnan                |
| Sammi Rotibi       | Rodney                    |
| Escalante Lundy    | Fred                      |

## Ocenění

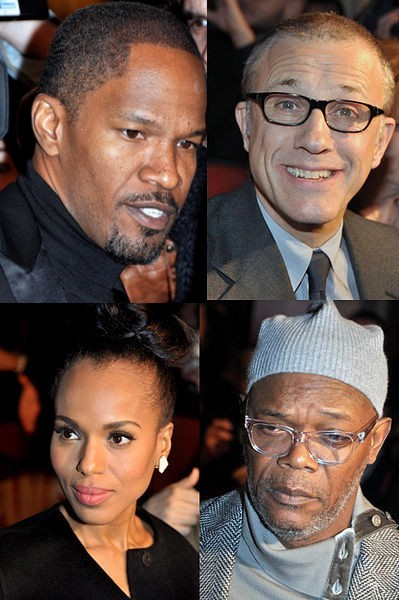
Jamie Foxx, Christoph Waltz, Kerry Washingtonová a Samuel L. Jackson v Paříži při francouzské premiéře filmu v lednu 2013

Snímek získal dva Zlaté glóby v kategoriích Nejlepší herec ve vedlejší roli (Christoph Waltz) a Nejlepší scénář (Quentin Tarantino), kromě toho byl ještě nominován v kategoriích Nejlepší film (drama), Nejlepší režie (Quentin Tarantino) a Nejlepší herec ve vedlejší roli (Leonardo DiCaprio). Získal také dva Oscary v kategoriích Nejlepší herec ve vedlejší roli (Christoph Waltz) a Nejlepší původní scénář (Quentin Tarantino), kromě toho byl také nominován v kategoriích Nejlepší film, Nejlepší kamera (Robert Richardson) a Nejlepší střih zvuku (Wylie Stateman).